# 시그마 콤팩트 공간
일반위상수학에서 시그마 콤팩트 공간(σ-compact空間, 영어: sigma-compact space)은 콤팩트 공간의 개념의 여러 변형 가운데 하나이다.

## 정의

### 시그마 콤팩트 공간
위상 공간 {\displaystyle X}가 다음 조건을 만족시키면, 시그마 콤팩트 공간이라고 한다.
- 가산 개의 콤팩트 집합들의 합집합이다. 즉, {\displaystyle \textstyle X=\bigcup _{i=0}^{\infty }K_{i}}인 콤팩트 집합의 열 {\displaystyle K_{0},K_{1},\dots \subseteq X}가 존재한다.

혹자는 시그마 콤팩트 공간의 정의에 국소 콤팩트 공간 조건을 추가로 가정한다.:289

### 반콤팩트 공간
위상 공간 {\displaystyle X}가 다음 조건을 만족시키면, 반콤팩트 공간이라고 한다.
- 다음 조건을 만족시키는 콤팩트 집합의 열 {\displaystyle K_{0},K_{1},\dots \subseteq X}가 존재한다.
  - 임의의 콤팩트 집합 {\displaystyle K\subseteq X}에 대하여, {\displaystyle K\subseteq K_{i}}인 자연수 {\displaystyle i\in \mathbb {N} }이 존재한다.

즉, 반콤팩트 공간은 시그마 콤팩트 공간에서 “점”을 “콤팩트 집합”으로 대체한 개념이다.

## 성질
다음과 같은 함의 관계가 성립한다.
콤팩트 공간 ⊊ 반콤팩트 공간 ⊊ 시그마 콤팩트 공간 ⊊ 린델뢰프 공간
모든 국소 콤팩트 린델뢰프 공간은 반콤팩트 공간이다.
증명:
국소 콤팩트 린델뢰프 공간 {\displaystyle X}가 주어졌다고 하자. 국소 콤팩트 조건에 따라,
{\displaystyle U_{i}\subseteq K_{i}\qquad (\forall i\in I)}
인 열린 덮개 {\displaystyle (U_{i})_{i\in I}} 및 콤팩트 집합들의 집합족 {\displaystyle (K_{i})_{i\in I}}가 존재한다. 린델뢰프 조건에 따라, {\displaystyle (U_{i})_{i\in I}}의 가산 부분 덮개 {\displaystyle \{i_{0},i_{1},\dots \}\subseteq I}를 잡자. 이제,
{\displaystyle C_{n}=K_{i_{0}}\cup \cdots \cup K_{i_{n}}\qquad (n\in \mathbb {N} )}
은 유한 개의 콤팩트 집합들의 합집합이므로 콤팩트 집합이며, 임의의 콤팩트 집합 {\displaystyle K\subseteq X}는 {\displaystyle \{U_{i_{0}},U_{i_{1}},\dots \}}의 유한 개 원소의 합집합에 포함되므로, 어떤 {\displaystyle C_{n}}에 포함된다. 즉, {\displaystyle X}는 반콤팩트 공간이다.
모든 제1 가산 반콤팩트 공간은 국소 콤팩트 공간이다.
증명:
귀류법을 사용하여, 제1 가산 반콤팩트 공간 {\displaystyle X}가 국소 콤팩트 공간이 아니라고 하자. 반콤팩트성에 따라, 다음 조건을 만족시키는 콤팩트 집합의 열 {\displaystyle K_{0},K_{1},\dots \subseteq X}을 잡자.
- 임의의 콤팩트 집합 {\displaystyle K\subseteq X}에 대하여, {\displaystyle K\subseteq K_{i}}인 자연수 {\displaystyle i\in \mathbb {N} }이 존재한다.

귀류법의 가정에 따라, 콤팩트 근방이 존재하지 않는 점 {\displaystyle x\in X}를 잡자. 제1 가산성에 따라, {\displaystyle x}의 가산 국소 기저
{\displaystyle U_{0}\supseteq U_{1}\supseteq \cdots }
를 잡자. 임의의 {\displaystyle n\in \mathbb {N} }에 대하여 {\displaystyle x_{n}\not \in U_{n}\setminus K_{n}}을 고르자. 그렇다면,
{\displaystyle K=\{x\}\cup \{x_{0},x_{1},\dots \}}
는 콤팩트 집합이지만, 어떤 {\displaystyle K_{n}}에도 포함되지 않으며, 이는 모순이다.
시그마 콤팩트 공간의 닫힌집합은 시그마 콤팩트 공간이다. 반콤팩트 공간의 닫힌집합은 반콤팩트 공간이다.
유한 개의 시그마 콤팩트 공간의 곱공간은 시그마 콤팩트 공간이다.:126, Exercise 17I.3 유한 개의 반콤팩트 공간의 곱공간은 반콤팩트 공간이다. 무한 개의 경우 두 명제 모두 성립하지 않는다.
증명:
만약
{\displaystyle X=\bigcup _{i=0}^{\infty }X_{i}}
{\displaystyle Y=\bigcup _{i=0}^{\infty }Y_{i}}
이며, {\displaystyle X_{i},Y_{i}}가 콤팩트 집합이라면,
{\displaystyle X\times Y=\bigcup _{i=0}^{\infty }\bigcup _{j=0}^{\infty }X_{i}\times Y_{j}}
이며, {\displaystyle X_{i}\times Y_{j}}는 콤팩트 집합들이다. 만약 임의의 콤팩트 집합 {\displaystyle A\subseteq X}, {\displaystyle B\subseteq Y}에 대하여, {\displaystyle A\subseteq X_{i_{A}}}, {\displaystyle B\subseteq Y_{j_{B}}}인 {\displaystyle i_{A},j_{B}\in \mathbb {N} }이 존재하며,
{\displaystyle p\colon X\times Y\to X}
{\displaystyle q\colon X\times Y\to Y}
가 사영 함수라면, 임의의 콤팩트 집합 {\displaystyle K\subseteq X\times Y}에 대하여,
{\displaystyle K\subseteq p(K)\times q(K)\subseteq X_{i_{p(K)}}\times Y_{j_{q(K)}}}
이다.
시그마 콤팩트 국소 콤팩트 하우스도르프 공간 X의 임의 콤팩트 부분공간이 많아야 m의 르베그 덮개 차원을 갖는다면, X 역시 많아야 m의 르베그 덮개 차원을 갖는다.:316

## 예
가산 무한 이산 공간 {\displaystyle \mathbb {N} }은 반콤팩트 공간이지만, 그 가산 무한 개 곱공간 {\displaystyle \mathbb {N} ^{\aleph _{0}}}은 시그마 콤팩트 공간이 아니다.:126, Exercise 17I.3
증명:
곱공간을 {\displaystyle \mathbb {N} ^{\omega }}로 적고, 사영 함수들을
{\displaystyle p_{i}\colon \mathbb {N} ^{\omega }\to \mathbb {N} \qquad (i<\omega )}
로 적자. 임의의 콤팩트 집합의 열
{\displaystyle K_{0},K_{1},\dots \subseteq \mathbb {N} ^{\omega }}
이 주어졌다고 하자. 그렇다면, {\displaystyle p_{i}(K_{j})}는 {\displaystyle \mathbb {N} }의 콤팩트 집합이므로, 유한 집합이다. 이제, 임의의 {\displaystyle i<\omega }에 대하여
{\displaystyle n_{i}\in \mathbb {N} \setminus p_{i}(K_{i})}
를 잡자. 그렇다면,
{\displaystyle (n_{i})_{i<\omega }\not \in K_{0}\cup K_{1}\cup \cdots }
이므로, {\displaystyle \mathbb {N} ^{\omega }}는 시그마 콤팩트 공간이 아니다.
조르겐프라이 직선은 린델뢰프 공간이지만, 시그마 콤팩트 공간이 아니다.
증명:
만약 조르겐프라이 직선이 시그마 콤팩트 공간이라면, 조르겐프라이 평면 역시 시그마 콤팩트 공간이며, 특히 린델뢰프 공간이다. 이는 모순이다.
유리수 집합 {\displaystyle \mathbb {Q} }는 시그마 콤팩트 공간이지만, 반콤팩트 공간이 아니다.
증명:
이는 {\displaystyle \mathbb {Q} }가 제1 가산 공간이지만, 국소 콤팩트 공간이 아니기 때문이다.

## 참고 문헌
1. 1 2  Munkres, James R. (2000). 《Topology》 (영어) 2판. Prentice Hall. ISBN 978-0-13-181629-9. MR 0464128. Zbl 0951.54001.
2. 1 2  Willard, Stephen (1970). 《General topology》. Addison-Wesley Series in Mathematics (영어). Reading, Massachusetts; Menlo Park, California; London; Don Mills, Ontario: Addison-Wesley. ISBN 978-0-201-08707-9. MR 0264581. Zbl 0205.26601.